# Goldener Spatz 2010
Das 18. Deutsche Kinder-Medien-Festival „Goldener Spatz“ fand vom 25. April bis 1. Mai 2010 in Gera und Erfurt statt.
Wie im Vorjahr wurden auch 2010 wieder 11.000 Festivalbesucher verzeichnet.
Zudem wurde zum fünften Mal der SPiXEL-Preis für Fernsehproduktionen von Kindern vergeben.

## Preisträger

### Preise der Kinderjury
- Kino-/Fernsehfilm: Wickie und die starken Männer (Buch: Michael Herbig, Alfons Biedermann; Regie: Michael Herbig)
- Kurzspielfilm, Serie/Reihe: Schloss Einstein: Folge 581 (Buch: Monika Weng; Regie: Irina Popow)
- Information/Dokumentation: neuneinhalb: Welttoilettentag (Buch und Regie: Torsten Lang)
- Minis: Armut kennt viele Geschichten  (Buch und Regie: Isabel Prahl)
- Unterhaltung: Die Jungs-WG: Ein Monat ohne Eltern: Folge 3 (Buch und Regie: Georg Bussek)
- Animation: mobile (Buch und Regie: Verena Fels)
- Bester Darsteller/-in: Timon Wloka (für seine Rolle als Ben in Allein gegen die Zeit)
- Regisseur zum besten Kino-/Fernsehfilm (Sonderpreis der Thüringer Staatskanzlei): Michael Herbig

### Online Spatzen
- TV-Webseite: tivi.de
- Webseite: blinde-kuh.de
- Onlinespiel: Jump Jupiter

### Preise der Fachjury
- Bestes Vorschulprogramm: Die kleinen Bankräuber
- Preis des MDR-Rundfunkrates (für das beste Drehbuch): Marcus Sauermann für Der Kleine und das Biest
- Sonderpreis Goldener Spatz für Innovation: Allein gegen die Zeit

### SPiXEL-Preise
- Kategorie Information/Dokumentation: Die Jubiläumssendung – Ein Jahr triki-magazin! (Kinderredaktion des Triki-Magazins, Trier)[2][3]
- Kategorie Animation: Es klopft bei Wanja in der Nacht (Schüler der Klasse 2b der Korczak-Schule aus Gießen)[2]
- Kategorie Spielfilm: Das Räubervolk (Videoprojekt KUHLisse – Filme vom Acker aus Gera)[4]